# Herbert Osterkamp
Pour les articles homonymes, voir Osterkamp.
Herbert Osterkamp (7 mai 1894 à Hamm (Sieg) - 17 mars 1970 à Dortmund) est un General der Artillerie allemand qui a servi au sein de la Heer dans la Wehrmacht pendant la Seconde Guerre mondiale.

## Biographie
Herbert Osterkamp est le fils du mineur Otto Osterkamp (1860-1921) et d'Ida Gerlach. Il s'engage dans l'armée à la mi-mars 1912 en tant que porte-drapeau. Le 18 août 1913, il devient lieutenant au 7e régiment d'artillerie à pied et sert comme officier pendant la Première Guerre mondiale. 
Herbert Osterkamp se rend avec son état-major aux troupes américaines le 9 mai 1945.

## Promotions
| Fahnenjunker           | 16 mars 1912      |
| Leutnant               | 18 août 1913      |
| Oberleutnant           |                   |
| Hauptmann              |                   |
| Major                  |                   |
| Oberstleutnant         | 1er octobre 1934  |
| Oberst                 | 1er avril 1937    |
| Generalmajor           | 18 septembre 1939 |
| Generalleutnant        | 20 avril 1941     |
| General der Artillerie | 1er juin 1943     |

## Décorations
- Croix de fer (1914)
  - 2e Classe
  - 1re Classe
- Croix d'honneur
- Agrafe de la Croix de fer (1939)
  - 2e Classe
  - 1re Classe
- Croix du mérite de guerre
  - 2e Classe avec glaives
  - 1re Classe avec glaives
- Croix de chevalier de la Croix du mérite de guerre avec glaives le 7 novembre 1944 en tant que General der Artillerie et Chef des Heeresverwaltungsamtes
- Croix allemande en Argent le 18 septembre 1943 en tant que General der Artillerie et Chef des Heeresverwaltungsamtes
- Médaille de service de la Wehrmacht 4e à 1re Classe
- Ordre de la Croix de la Liberté (Finlande) 1re Classe avec feuilles de chêne et glaives (25 mars 1942)